# Reaktiv krets
En reaktiv krets är en elektrisk krets vars sammanlagda impedans består av en kapacitiv och en induktiv reaktans men helt saknar resistiv del.
Fasvridningen är i en reaktiv krets är därför
{\displaystyle \theta =\pm {\pi  \over 2}}